# Isogonenkarte

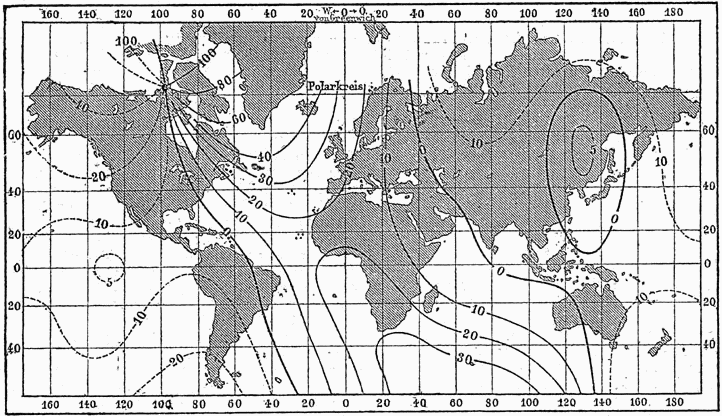
Historische Isogonenkarte von 1860

Als Isogonenkarte bezeichnet man eine Karte, die die Ortsmissweisung eines Magnetkompasses (Deklination) durch Isolinien (Isogonen, Linien gleicher Ortsmissweisung) darstellt. Die Abweichungen sind von Ort zu Ort auf der Welt unterschiedlich. In diese Karten werden gelegentlich zusätzlich Isoporen eingetragen, d. h. Isolinien gleicher jährlicher Veränderung der Missweisung.
Isogonenkarten zählen zu den geophysikalischen Karten.